# Jack Baker e Michael McConnell
Richard John "Jack" Baker (nascido em 10 de março de 1942) e James Michael McConnell (nascido em 1942) são o primeiro casal do mesmo sexo a se casar legalmente nos Estados Unidos com uma licença de casamento que nunca foi revogada. O casamento deles foi considerado o primeiro casamento entre pessoas do mesmo sexo já registrado nos arquivos públicos de qualquer governo civil.
Eles se conheceram em 1966, e Baker propôs que o casal iniciasse um relacionamento sério em seu aniversário em março de 1967, com McConnell concordando apenas com a condição de que Baker encontrasse uma maneira de eles se casarem, e Baker se matriculasse como estudante de direito em para exercer o seu direito de casar.
Baker, então estudante, e McConnell, bibliotecário, tornaram-se ativistas gays no estado americano de Minnesota de 1969 a 1980. Depois de terem sua licença de casamento recusada em 1970, eles conseguiram obter uma em um condado diferente e se casaram em Minnesota em 3 de setembro de 1971. Mais tarde, eles foram frequentemente convidados a aparecer e falar em faculdades, escolas, empresas e igrejas nos EUA e no Canadá, embora seu casamento muitas vezes não fosse reconhecido como legal, por exemplo, por vários tribunais, o IRS e a Administração de Veteranos, até uma decisão em 2018.
Em 15 de outubro de 1971, a Suprema Corte de Minnesota no caso Baker v. Nelson confirmou a recusa de um escrivão no início de 1970 para emitir-lhes uma certidão de casamento no condado de Hennepin pelo único motivo de serem parceiros do mesmo sexo (apesar de isso não ter sido identificado na lei de Minnesota como motivo para proibir o casamento). Seu apelo à Suprema Corte dos EUA foi inicialmente aceito mas foi então rejeitado por unanimidade.
Eles e outros afirmaram que nenhuma das decisões afetou diretamente a validade do casamento de Baker e McConnell, porque embora lhes tenha sido recusada uma licença de casamento no condado de Hennepin, eles conseguiram obter uma no condado de Blue Earth quando mais tarde solicitaram uma lá em agosto de 1971, e eles se casaram em 3 de setembro usando essa licença antes que a Suprema Corte de Minnesota decidisse em 15 de outubro em apoio à recusa do escrivão do condado de Hennepin em emitir-lhes uma licença.

## Primeiros anos

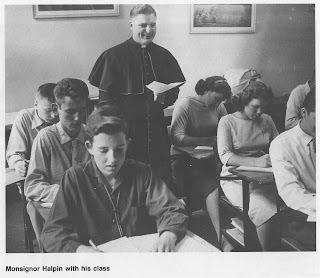
Jack Baker aos 15 anos (esquerda, traseira)

Baker nasceu em Chicago em 10 de março de 1942 e, depois que seus pais morreram, ele passou da 1ª à 12ª série na Maryville Academy em Des Plaines, Illinois, um internato católico.
Nascido em Norman, Oklahoma, também em 1942, James Michael McConnell foi criado e amado por seus pais batistas. Depois de se formar na Norman High School, ele frequentou a Universidade de Oklahoma (OU), terminando com o título de Mestre em Biblioteconomia.
Enquanto estava na ativa (quatro anos) na Força Aérea dos EUA, Baker foi aceito no Programa de Comissionamento de Educação de Aviadores e estacionado na OU, onde obteve o diploma de Bacharel em Ciências em Engenharia industrial. Ele voltou para Norman como civil, conheceu McConnell, e o convidou para sair. Com relutância, seu amigo concordou em iniciar um relacionamento sério. Baker também recebeu mais tarde um mestrado em junho de 1968.

### Ativismo FREE
Em 1969, semanas antes da rebelião de Stonewall, dois colegas de quarto recrutaram amigos locais para se juntarem a uma equipe chamada "Luta contra a repressão da expressão erótica" como parte de um programa de extensão patrocinado pela Minnesota Free University. Robert Halfhill, um estudante de pós-graduação que assistiu à palestra, queria mais do que "apenas uma organização social". Ele saiu, determinado a liderar um grupo independente de estudantes e ativistas "FREE" no campus de Minneapolis da Universidade de Minnesota.
Os participantes elegeram Jack Baker, um estudante de direito, para servir como presidente. Agindo de forma agressiva e aberta, o FREE acabou transformando Minneapolis em uma "meca para gays", com membros logo endossando o sonho de McConnell de casamento entre pessoas do mesmo sexo.
Quando um comitê docente qualificou os membros para receber todos os privilégios desfrutados pelos grupos estudantis, tornou-se "a primeira organização estudantil gay a obter reconhecimento no alto centro-oeste". Seus "líderes [acreditavam] que era a primeira organização desse tipo em um campus Big Ten", e a segunda organização desse tipo nos Estados Unidos, seguindo a Student Homophile League reconhecida pela Universidade Columbia em 1967.
Um membro pediu a cinco grandes empresas com escritórios locais que explicassem as suas atitudes em relação a homens e mulheres gays. Três responderam rapidamente, insistindo que não discriminavam os homossexuais nas suas políticas de contratação. A Honeywell se opôs à contratação de pessoas que sabiam ser gays. Mais tarde naquela década, quando confrontada com a negação de acesso aos estudantes, a Honeywell reverteu a sua política de contratação.
Em 1971, Baker fez campanha para se tornar presidente da Associação de Estudantes de Minnesota na Universidade de Minnesota. Ele foi eleito, e depois reeleito. Os regentes consentiram com sua promessa de campanha e convidaram um estudante para sentar-se em cada comitê como membro sem direito a voto. Essa prática provou ser popular e tornou-se política. Mais tarde, o governador sancionou um projeto de lei reservando um assento no conselho de regentes para um aluno matriculado.

### O nascimento do PRIDE
Em 1971, membros do FREE from Gay House convidaram amigos para se encontrarem em piqueniques no Loring Park, perto do centro de Minneapolis. Tais eventos, que encorajaram o orgulho próprio, começaram em meados de Junho como um prelúdio às celebrações locais do Dia da Independência. Thom Higgins, Primeiro Arconte da Igreja do Povo Escolhido, elaborou o Orgulho Gay para a bandeira que lideraria a multidão enquanto encorajava aliados, apoiadores e espectadores a punir o arcebispo católico de Saint Paul e Minneapolis por sua condenação pública do estilo de vida gay e do orgulho próprio como pecaminosos.

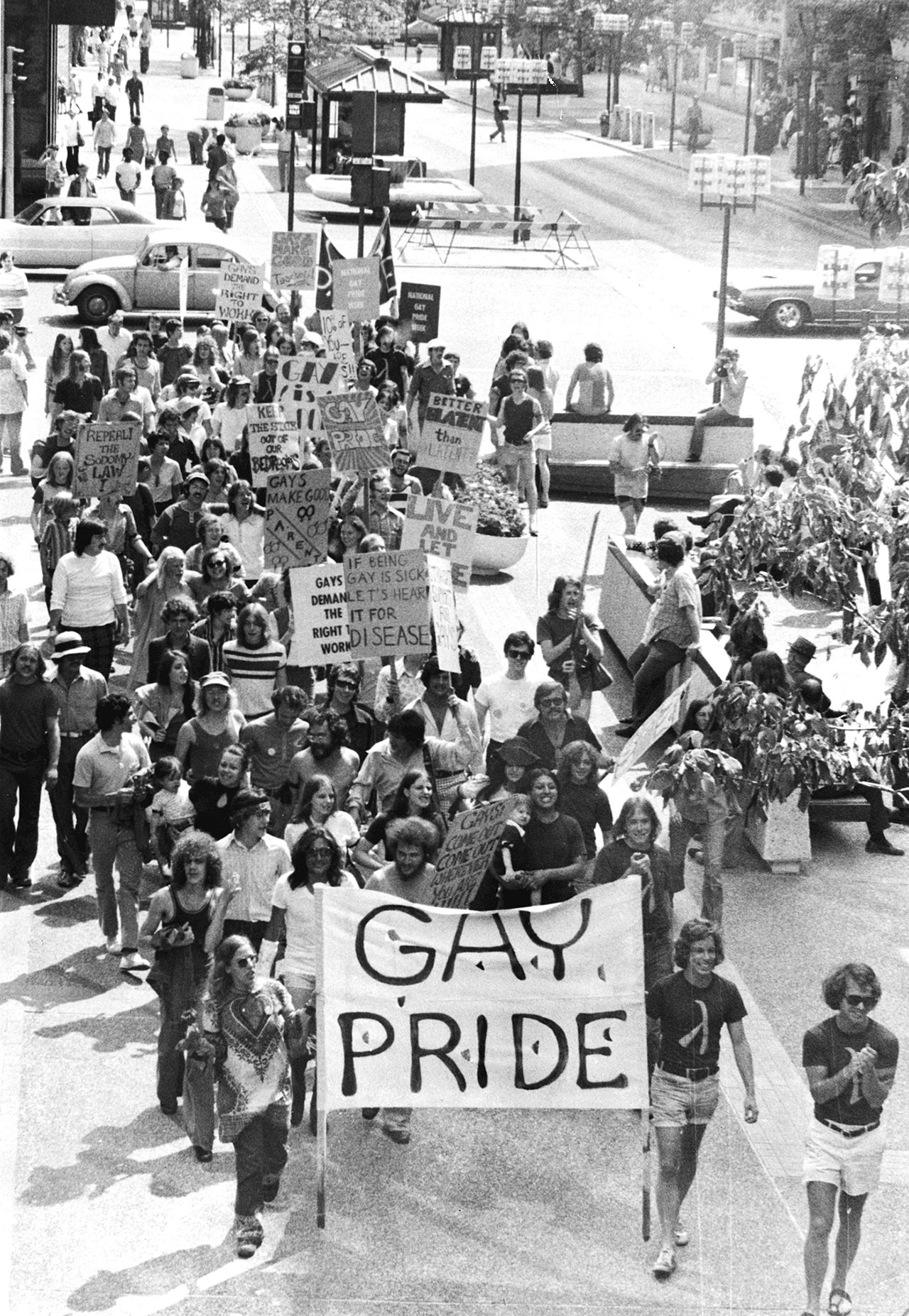
As comemorações terminam com um desfile pelo centro de Minneapolis.

Na época, Jack era o presidente da Target City Coalition, empresa controladora do The Gay Pride Committee, que patrocinava o Festival do Orgulho todo mês de junho. Essas celebrações se espalharam e se tornaram a tradição do PRIDE que prospera hoje em cidades dos Estados Unidos.
Em 1973, a FREE continuou trabalhando com o corpo docente da Universidade de Minnesota para proteger os estudantes gays da discriminação. A Administração Central aprovou o projeto final de uma nova política em 1972 e o Comitê Campus sobre Serviços de Colocação começou a aceitar queixas de tratamento desigual por parte dos empregadores que recrutavam no campus. Um membro do FREE recebeu crédito de classe por documentar sua juventude e por que apoiou o primeiro casamento gay da América, que foi apresentado na WCCO-TV.

## Ativismo no casamento entre pessoas do mesmo sexo
Quando um movimento moderno pela "igualdade no casamento" emergiu da Universidade de Minnesota, atraiu ampla atenção da mídia, incluindo aparições no The Phil Donahue Show; Kennedy & Co. e The David Susskind Show (Nova Iorque, NY). Depois que um professor de história, Allan Spear, zombou deles como a "franja lunática", a admiração entre os pares se espalhou localmente.

### Processo para obter licença de casamento
Depois que McConnell e Baker solicitaram uma licença de casamento, a rejeição do escrivão foi confirmada pela Suprema Corte de Minnesota. No entanto, antes de o parecer do tribunal ser publicado, McConnell voltou a candidatar-se – num condado diferente – e recebeu uma certidão de casamento.

### Casamento entre pessoas do mesmo sexo como direito civil

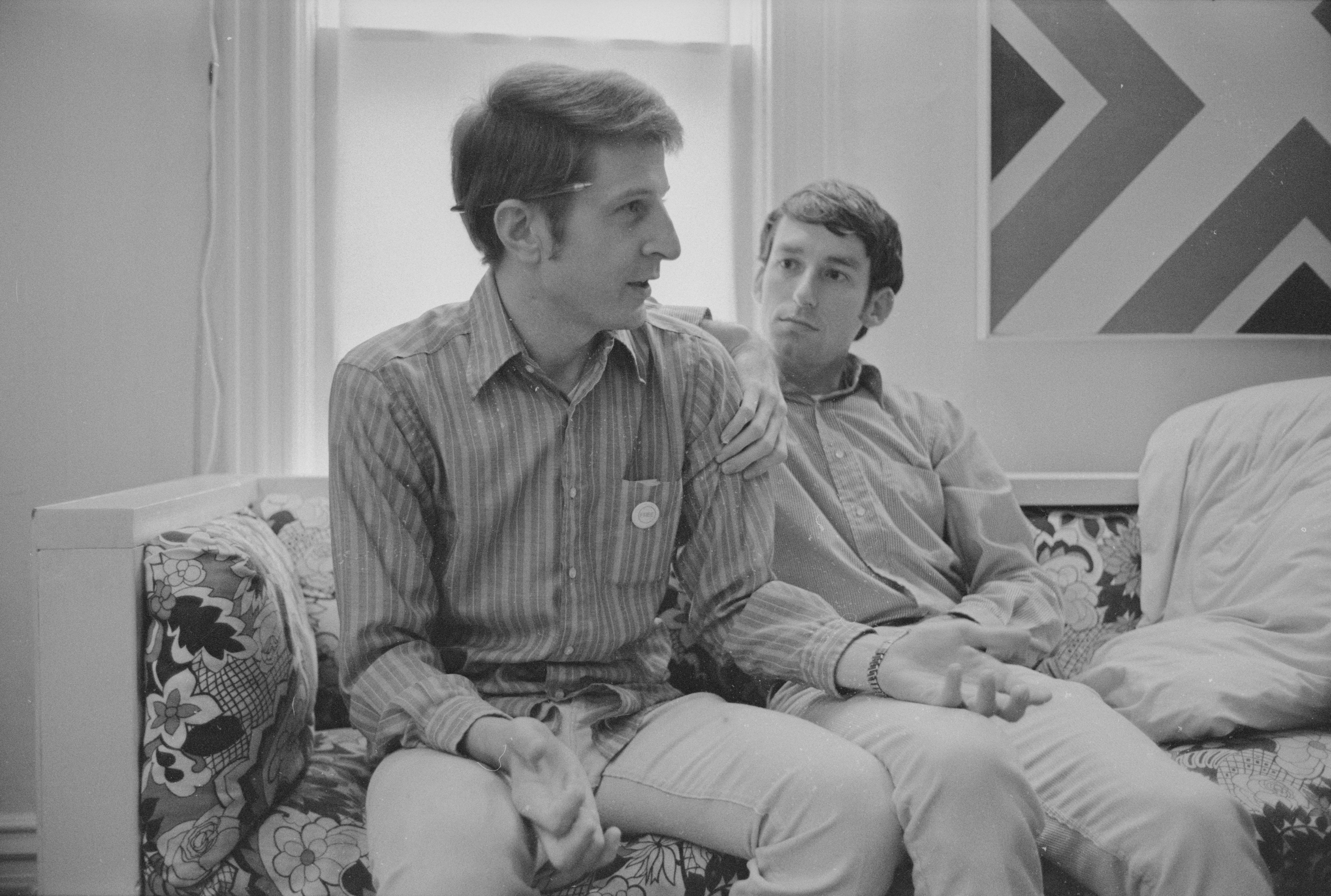
Baker (esquerda) e McConnell (direita) em sua casa em Minneapolis, 1970

Falando aos membros da Ordem dos Advogados do Condado de Ramsey, Baker insistiu que as uniões entre pessoas do mesmo sexo “não são apenas autorizadas pela Constituição dos EUA”, mas são obrigatórias. Mais tarde, Baker falou em um fórum de mais de 2.000 pessoas na Universidade de Winnipeg, que Richard North creditou como o início de sua "luta para se casar" com Chris Vogel.
Em 2012, o presidente da NAACP Benjamin Todd Jealous chamou o casamento entre pessoas do mesmo sexo de "a questão dos direitos civis dos nossos tempos", enquanto Baker disse que "a conclusão era intuitivamente óbvia para um estudante de direito do primeiro ano".

### Tribunais debatem seu casamento
O casamento de McConnell com Baker dependia de como Minnesota interpretava suas leis. Os primeiros resultados não foram favoráveis. Um recurso, patrocinado pela União das Liberdades Civis de Minnesota, foi aceito pela Suprema Corte dos EUA, mas posteriormente rejeitado, por unanimidade.
A sua declaração fiscal conjunta de 1973 foi rejeitada pela Internal Revenue Service. Da mesma forma, a Administração de Veteranos rejeitou o pedido de McConnell de benefícios conjugais. Destemido, McConnell listou Baker como um "filho" adotado em suas declarações fiscais, pelas quais recebeu uma dedução como chefe de família de 1974 a 2004. Esse benefício terminou quando o Congresso limitou a dedução a um indivíduo com menos de 19 anos.

### Adoção e posterior revisão legal
Depois que McConnell adotou Baker, ele se candidatou novamente no condado de Blue Earth e recebeu uma certidão de casamento, que "nunca foi revogada". O Rev. Roger Lynn, um ministro da Igreja Metodista Unida da Hennepin Avenue, validou o contrato de casamento em uma casa particular em Minneapolis.
O procurador do condado de Hennepin convocou um grande júri, que estudou a legalidade do casamento, mas considerou que não valia a pena prosseguir com a questão. O Family Law Reporter argumentou que Baker v. Nelson não poderia anular um contrato de casamento que foi validado "seis semanas inteiras" antes de a decisão ser apresentada.
O professor Thomas Kraemer, da Universidade do Estado do Oregon, afirmou em um blog em 2013 que o FREE hospedou "o primeiro casal do mesmo sexo na história a ser legalmente casado". Em 2018, um juiz concluiu que "O casamento [de 1971] é declarado válido em todos os aspectos."

## Vindicação em anos posteriores

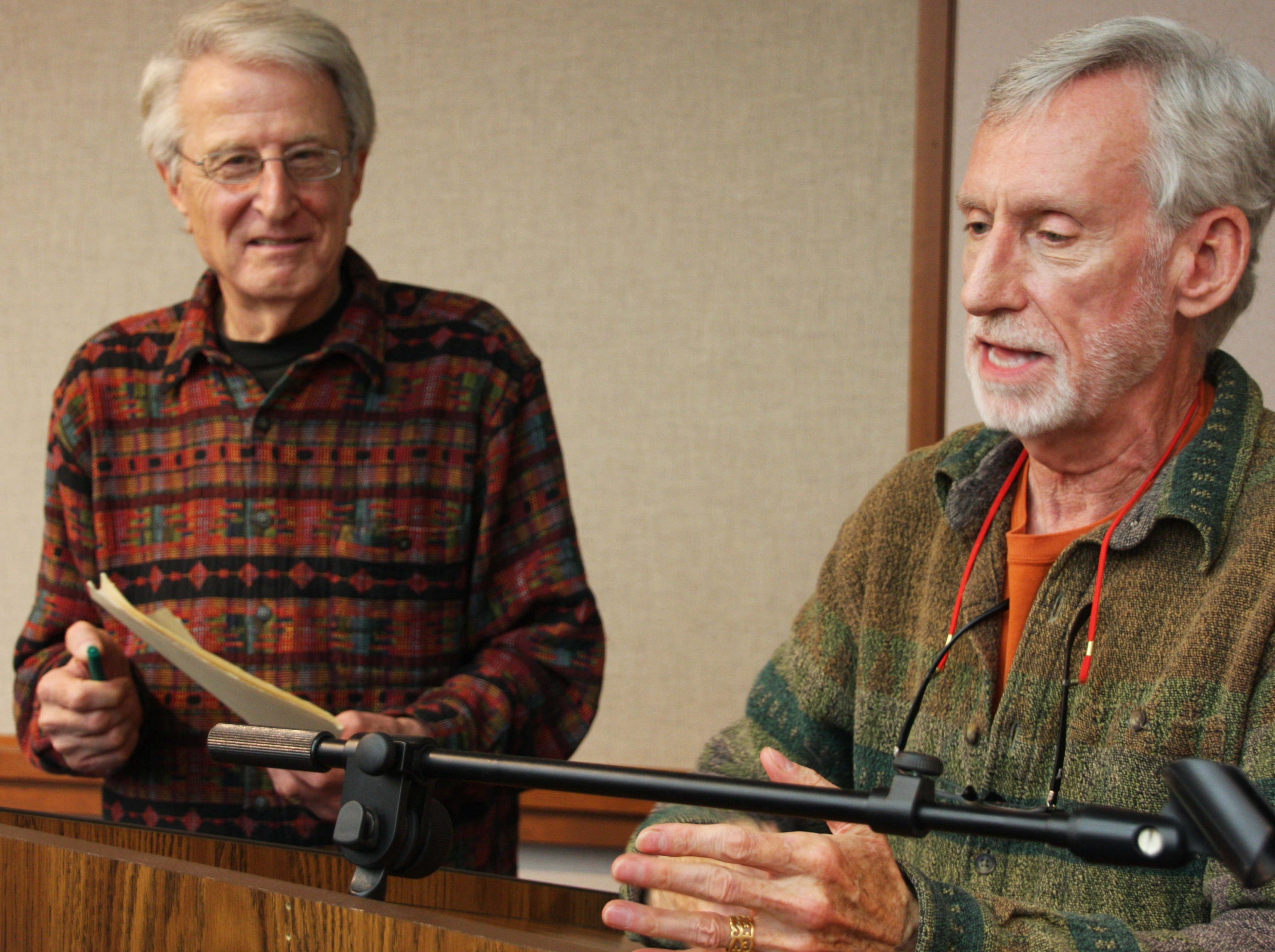
Baker, McConnell (2016)

O casal obteve uma certidão de casamento válida antes que a rejeição no condado de Hennepin fosse apelada e aceita pela Suprema Corte dos EUA. Embora esse caso tenha terminado em 1972, "por falta de uma questão federal substancial", outros desafios se seguiram à medida que buscavam a afirmação de sua união enquanto viviam abertamente como casal.
Em 1972, Baker liderou o Gay Rights Caucus na convenção estadual do Minnesota Democratic–Farmer–Labor Party, afiliado do Partido Democrata nacional no estado de Minnesota. A convenção persuadiu os delegados a endossar "a legislação que define o casamento como um contrato civil entre dois adultos quaisquer". Essa votação tornou-se o "primeiro caso conhecido" de apoio de um grande partido político dos Estados Unidos ao casamento entre pessoas do mesmo sexo.
Em 2003, Baker e McConnell alteraram suas declarações fiscais individuais para o ano 2000, apresentando-as em conjunto como casal, oferecendo prova de uma certidão de casamento válida do Condado de Blue Earth. O IRS contestou a validade do casamento e argumentou que, mesmo que a licença fosse válida, a Lei de Defesa do Casamento proíbe o IRS de reconhecê-la. Quando McConnell moveu a ação, o Tribunal Distrital dos EUA para Minnesota manteve a decisão do IRS e o Tribunal de Apelações do Oitavo Circuito confirmou, dizendo que McConnell não poderia litigar novamente uma questão decidida anteriormente.
Em 2015, a Suprema Corte dos EUA respondeu à questão que tinha rejeitado em 1972: “Os casais do mesmo sexo têm o direito constitucional de se casar?” No caso de Obergefell v. Hodges, o tribunal concluiu que este direito existe, porque todos os cidadãos têm o direito inerente de se casar com o adulto de sua escolha, anulando a opinião da Suprema Corte de Minnesota em Baker v. Nelson, que foi aceito como precedente. Como "amigo da corte", o Procurador-Geral de Minnesota concordou que a "justificativa de procriação" anterior da Suprema Corte de Minnesota não apoiava a proibição do casamento entre pessoas do mesmo sexo.

### Discriminação no emprego na Universidade de Minnesota
Em 1970, o bibliotecário da universidade convidou Michael McConnell para chefiar a Divisão de Catalogação no campus de St. Paul da universidade. O conselho de regentes recusou-se a aprovar a oferta depois que McConnell solicitou uma licença de casamento, e o regente Daniel Gainey afirmou que "a homossexualidade é a pior coisa que existe".
McConnell processou e venceu no Tribunal Distrital Federal. O conselho recorreu ao Tribunal de Apelações do Oitavo Circuito, que concordou com a universidade que não havia restringido a liberdade de expressão. Em vez disso, decidiu que McConnell era o culpado por querer implementar suas "ideias controversas" e impor a seu empregador a aprovação tácita de seu "conceito socialmente repugnante". Mais de 80% dos estudantes da Universidade de Minnesota discordaram do comportamento dos regentes.
A Biblioteca do Condado de Hennepin, então um sistema diversificado e crescente de 26 instalações, contratou McConnell. Após 37 anos de serviço, McConnell aposentou-se como bibliotecário coordenador, com gratidão expressa publicamente.
Em 2012, o presidente da Universidade de Minnesota, Eric Kaler, ofereceu a McConnell um pedido pessoal de desculpas pelo tratamento "repreensível" sofrido pelo conselho de regentes em 1970. McConnell aceitou suas garantias e concordou em ingressar na Heritage Society of the President's Club.

## Entrevistas
- Crann, Tom (16 de julho de 2015). «For Mpls. couple, gay marriage ruling is a victory 43 years in the making». MPR News. Minnesota Public Radio News
- Raphael, T. J. (25 de junho de 2015). «Meet the two men who managed to get the first known same-sex marriage license - back in 1970». The Takeaway, Public Radio International

## Documentário de curta-metragem
- Kessler, Pat (29 de julho de 2013). «A Rare Glimpse At Minn.'s 1st Gay Wedding In 1971». WCCO-TV, Minneapolis
- «Halftime». Minnesota United FC. 23 de junho de 2021